# 萊舒鄉
47°19′N 24°45′E / 47.317°N 24.750°E
萊舒鄉（羅馬尼亞語：Comuna Leșu, Bistrița-Năsăud），是羅馬尼亞的鄉份，位於該國西北部，由比斯特里察-訥瑟烏德縣負責管轄，面積90平方公里，海拔高度590米，2007年人口3,019，人口密度每平方公里34人。